# Харарит, Хайя
Хайя Харарит (англ. Haya Harareet, ивр. חיה הררית‎, 20 сентября 1931 — 3 февраля 2021) — израильская актриса.

## Биография
Родилась в Хайфе, Палестина. Её родители, Рубен и Йохевед Нойберг, прибыли в Израиль из Польши ещё подростками. Хайя была старшей из трёх детей. В юности стала победительницей одного из первых израильских конкурсов красоты.
Актёрскую карьеру Харарит начала в Израиле в 1955 году, дебютировав в знаменитом фильме «Высота 24 не отвечает», который вошёл в основную программу 8-го Каннского кинофестиваля. Мировая известность пришла к ней несколькими годами позже, когда она сыграла Эсфирь в пеплуме Уильяма Уайлера «Бен Гур» (1959), с Чарлтоном Хестоном в роли Иуды Бен-Гура. В 1961 году она снялась в главной роли вместе с Жаном-Луи Трентиньяном в научно-фантастическом фильме Здгара Георга Ульмера «Путешествие под пустыней» (1961), по роману Пьера Бенуа «Атлантида». В дальнейшем её кинокарьера пошла на спад, и с 1964 года она больше не снималась.
Известна также как сценарист (в соавторстве с Джереми Бруксом) фильма Джека Клейтона «Дом нашей матери» (1967), снятого по мотивам романа Джулиана Глага, главную роль в котором исполнил Дерк Богарт.
Харарит была замужем за британским режиссёром и продюсером Джеком Клейтоном (скончался в 1995 году). Актриса умерла 3 февраля 2021 года в своём доме в лондонском Марлоу в возрасте 89 лет.